# District No. 10 (Terre-Neuve-et-Labrador)
Le district No. 10 (en anglais : District number 10) est une division de recensement de Terre-Neuve-et-Labrador, comprenant tout le territoire du Labrador, à l'exception du Nunatsiavut. Elle avait une superficie de 199 703,36 kilomètres carrés et une population de 24 639 habitants au recensement du Canada de 2016, une hausse par rapport à celui de 2011, où l'on recensait une population de 24 111 habitants,. Ses villes majeures sont Happy Valley-Goose Bay et Labrador City.

## Géographie

### Municipalités
- Cartwright
- Charlottetown
- Forteau
- Happy Valley-Goose Bay
- Labrador City
- L'Anse-au-Clair
- L'Anse-au-Loup
- Mary's Harbour
- North West River
- Pinware
- Port Hope Simpson
- Red Bay
- St. Lewis
- Wabush
- West Saint Modeste

### Territoires non-organisés
- Subdivision A (incluant L'Anse Amour et Capstan Island)
- Subdivision B (incluant Lodge Bay, Paradise River, Black Tickle, Battle Harbour, Domino, Norman's Bay, Pinsent's Arm et William's Harbour)
- Subdivision C (incluant Sheshatshiu et Mud Lake)
- Subdivision D (incluant Churchill Falls)
- Subdivision E (incluant Natuashish)